# Un monde nouveau
Un monde nouveau is een Franse dramafilm uit 1966 onder regie van Vittorio De Sica.

## Verhaal
Carlo is een Italiaanse fotograaf. In Parijs wordt hij verliefd op Anne, een knappe studente. Na een passionele liefdesaffaire wordt Anne zwanger. Carlo vindt dat ze abortus moet plegen.

## Rolverdeling
| Acteur              | Personage         |
| ------------------- | ----------------- |
| Christine Delaroche | Anne              |
| Nino Castelnuovo    | Carlo             |
| Madeleine Robinson  | Welgestelde vrouw |
| Pierre Brasseur     | Fotograaf         |
| Georges Wilson      | Professor         |
| Isa Miranda         | Vroedvrouw        |